# Engstlenalp
Engstlenalp is een plaats in de gemeente Innertkirchen in het Zwitserse kanton Bern, en maakt deel uit van het district Oberhasli.

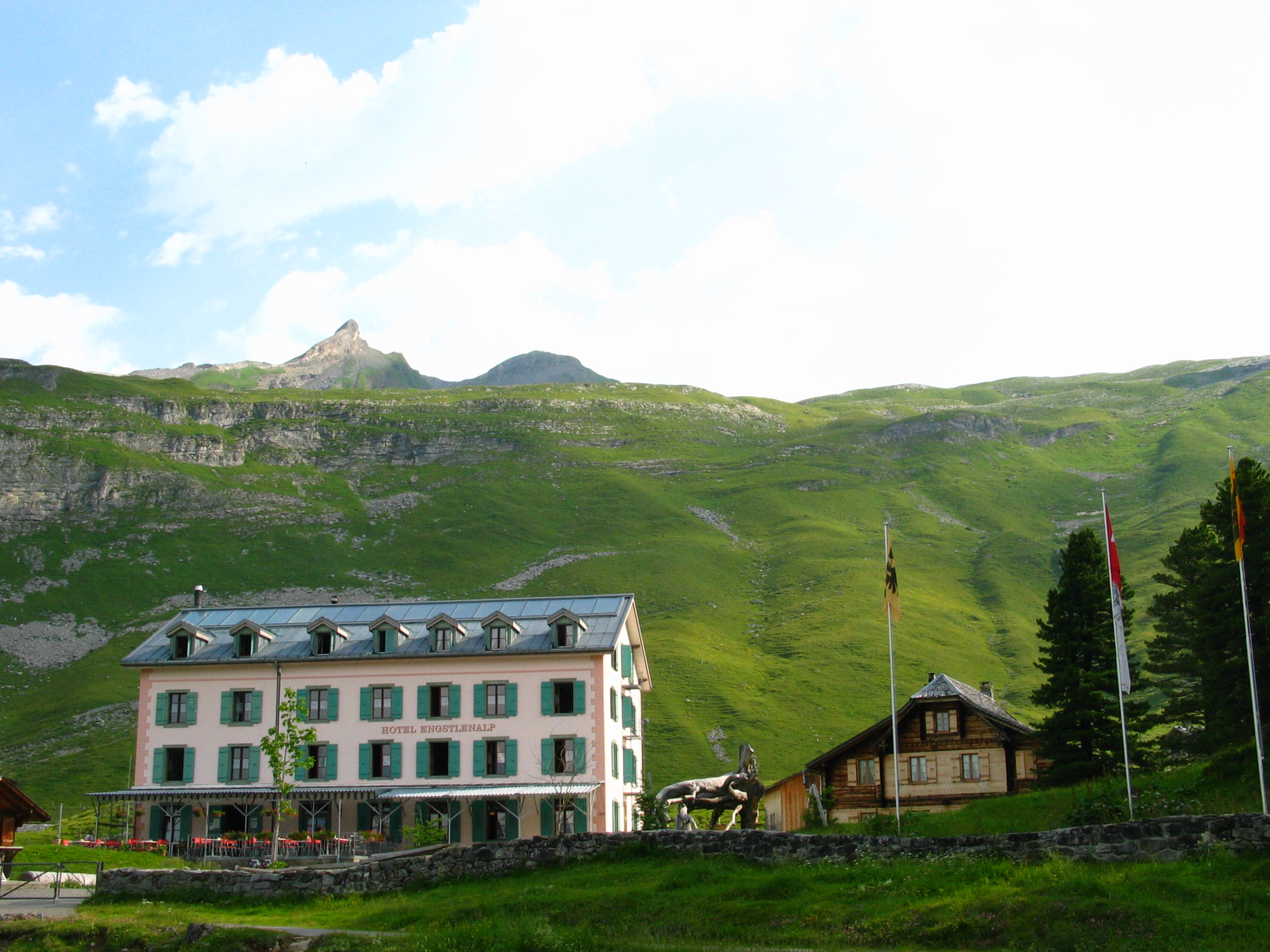
Hotel in Engstlenalp